# Тася (фильм)
«Тася» — короткометражный фильм; режиссёрский дебют Романа Артемьева; оператор-постановщик Егор Рябчиков. Выпущен в 2007 году. Первая премьера состоялась 15 октября 2007 года.

## Сюжет
Фильм рассказывает историю встречи и короткого сосуществования двух незнакомцев — девушки по имени Тася и солдата. Сюжет начинается с того, что Тася идёт по железнодорожным путям с несколькими знаками на плечах. Мимо неё проносится поезд, который вскоре останавливается. Из вагона выходит солдат, который собирает яблоки на чужом участке с земли и замечает одно, висящее на дереве. Он пытается сорвать его, но внезапный гул уезжающего поезда вынуждает его бросить это занятие и бежать обратно. Поняв, что поезд ушёл без него, солдат остаётся на месте и замечает Тасю. Решившись следовать за ней, он доходит до её дома и молча ждёт у забора.
Тася игнорирует его и уходит в дом, оставив ведро снаружи. Солдат набирает воду из колодца и приносит её в дом. Осматриваясь, он поправляет причёску в зеркале, а Тася начинает готовить обед. Солдат садится за стол, выключает радио и наблюдает за ней. Тася стоит за окном, чтобы закинуть телевизионный кабель, и в доме раздаются помехи от телевизора.
После обеда наступает вечер. Солдат выходит во двор, курит сигарету и смотрит, как мимо проносится поезд, но не тот, на который он ждёт. В это время Тася готовит для него постель и выключает свет. Солдат возвращается в дом и подглядывает через щель в комнату Таси, где она собирается снять кофту, но замечает его взгляд. Оба ложатся спать, но звук проезжающего поезда не даёт им уснуть.
Солдат встаёт и идёт к Тасе. Утром он просыпается один, а Тася уже одета и гладит его одежду. Заметив слабозакреплённую пуговицу на его форме, она отрывает её и оставляет себе. На прощание оба героя без слов ждут приближающийся поезд. Услышав его гул, Тася уходит домой, а солдат, надев ушанку, идёт к поезду и садится в вагон. Смотря в окно, он замечает отсутствие пуговицы на своём рукаве. Тем временем Тася стоит у железной дороги, держит пуговицу и молча продолжает идти по рельсам вперёд.

## В ролях
- Альбина Бокова (Тася)
- Алексей Мельников (Солдат)

## Съёмочная группа
- Режиссёр: Роман Артемьев
- Оператор: Егор Рябчиков

## Награды
- На XVI Кинофестивале Киношок фильм получил специальный приз международного жюри «За очевидные кинематографические достоинства», а также приз жюри продюсеров «За искреннюю попытку проникновения в человеческие отношения».
- В 2008 году получил третью премию на фестивале «Святая Анна».
- Фильм был показан на международных фестивалях: TELLURIDE FILM FESTIVAL (USA) 2008 г., «Prize for direction» Festival International du Film Amateur de Kelibia FIFAK (Тунис) 2009 г.